# Hot Rocks 1964-1971
Hot Rocks 1964-1971 er det første opsamlingsalbum af The Rolling Stones musik, der blev udgivet af deres tidligere manager Allen Kleins ABKCO Records (der havde tilranet sig kontrol over bandets Decca / London materiale i 1970), efter bandets afsked med Decca og Klein. Udgivet i 1971 viste det sig at blive The Rolling Stones bedst sælgende udgivelse i deres karriere.
Efter at være blev snydt at Klein til at opgive deres rigtigheder over alt materialet fra 1963 til 1970, forlod The Rolling Stones Decca, for at lave deres eget, Rolling Stones Records. De optog Sticky Fingers gennem 1970, og udgav den det efterfølgende forår. Selvom Klein – og nu ABKCO – ikke længere havde The Rolling Stones som klienter blev deres materiale plukket, og Hot Rocks 1964-1971 blev hurtigt udgivet som et dobbelt album spækket med de største hits.
Mens albummet indeholder nogle at bandets største hits fra deres første årti, var der også et par mindre som "Play With Fire", "Under My Thumb" og "Gimme Shelter", der gav lytterne en grundigere introduktion af The Rolling Stones musik fra den periode. Selvom "Brown Sugar" og "Wild Horses" er en del af Sticky Fingers, er disse to sanges copyright delt af bandet og Allen Klein, da The Rolling Stones skyldte Decca en single mere i 1970, og bandet gav dem "Cocksucker Blues".
Ironisk blev Hot Rocks 1964-1971, der ikke var udgivet af the Rolling Stones, et af deres bedst sælgende albums. Den fik en 4. i USA ved dens udgivelse, og har solgte 12 gange platin der. I England blev den ikke udgivet før i 1990, og blev nummer 3.

## Spor
- Alle sangene er skrevet af Mick Jagger and Keith Richards udtaget hvor andet er påført.

### Disc 1
1. "Time Is on My Side" (Norman Meade) – 2:58
2. "Heart of Stone" – 2:50
3. "Play With Fire" (Nanker Phelge) – 2:13
4. "(I Can't Get No) Satisfaction" – 3:43
5. "As Tears Go By" (Mick Jagger/Keith Richard/Andrew Loog Oldham) – 2:45
6. "Get Off of My Cloud" – 2:55
7. "Mother's Little Helper" – 2:45
8. "19th Nervous Breakdown" – 3:56
9. "Paint It, Black" – 3:45
10. "Under My Thumb" – 3:42
11. "Ruby Tuesday" – 3:16
12. "Let's Spend the Night Together" – 3:36

### Disc 2
1. "Jumpin' Jack Flash" – 3:41
2. "Street Fighting Man" – 3:15
3. "Sympathy for the Devil" – 6:18
4. "Honky Tonk Women" – 3:00
5. "Gimme Shelter" – 4:31
6. "Midnight Rambler (Live)" – 9:13
7. "You Can't Always Get What You Want" – 7:28
8. "Brown Sugar" – 3:49
9. "Wild Horses" – 5:42